# Продлись, продлись, очарованье…
«Продлись, продлись, очарованье…» — советский фильм 1984 года (вышел в прокат в 1985 году) режиссёра Ярополка Лапшина по мотивам повести Валерии Перуанской «Кикимора». Название фильма — строчка из стихотворения Ф. И. Тютчева «Последняя любовь».
Фильм стал последним, где главную роль сыграл Олег Ефремов.

## Сюжет
Действие фильма начинается в июне 1984 года.
Главный герой картины — Антон Николаевич Скворцов — всю жизнь руководивший коллективом крупного промышленного предприятия, вышел на пенсию, похоронил жену и остался жить с дочерью, её мужем и взрослой внучкой в принадлежащей ему большой квартире; недавно ещё и перенёс инфаркт.
Врач рекомендует отправить Антона Николаевича в дом ветеранов. Не выдержав, Антон Николаевич сбегает из дома и едет на экскурсию по Москве. 
В экскурсионном автобусе он знакомится с Анной Константиновной, которая тоже только что вышла на пенсию. Эта встреча переворачивает всю его жизнь. Они начинают проводить время вместе, едут на его дачу. Соседка Скворцова по даче рассказывает Анне Константиновне о хитросплетениях семейной жизни героя и предупреждает, что его надо беречь («…на второй инфаркт его не хватит»). 
Антон Николаевич предлагает Анне Константиновне переехать к нему жить. Она сомневается и в ответ приглашает его к себе на обед. На обеде он предлагает ей совместную работу над рукописью романа, который он давно пишет. 
Дочь довольно отрицательно относится к новому увлечению отца, называя Анну Константиновну            «кикиморой», чем вызывает у него переживания и сердечную боль. 
В конце фильма Антон Николаевич умирает за рулём своего автомобиля, на котором ехал из дачи в Москву к Анне Константиновне, которую выгнала дочь.

## В ролях
- Олег Ефремов — Антон Николаевич Скворцов
- Ия Саввина — Анна Константиновна Шарыгина
- Алефтина Евдокимова — Татьяна, дочь Скворцова
- Леонид Кулагин — врач (озвучивает Александр Белявский)
- Марина Яковлева — Люба, внучка Скворцова
- Нина Архипова — Елена Георгиевна, соседка Скворцова по даче
- Борис Быстров — Женя, сосед Шарыгиной
- Владимир Мащенко — Вадим, муж Татьяны
- Наталия Потапова — Надя, жена Жени
- Юрий Сорокин — начальник Шарыгиной
- Инна Ульянова — Фаина, подруга Шарыгиной
- Борис Шувалов — Тимофей, друг Любы
- Ирина Савина — Женечка, коллега Шарыгиной
- Эдуард Марцевич — писатель
- Элеонора Шашкова — Маргарита Петровна, коллега Шарыгиной